# سوزو هيروسه
سوزو هیروسه (باليابانية: 広瀬すず) ممثلة وعارضة يابانية.

## الأعمال

### أفلام
| السنة | العنوان             | الدور         |
| ----- | ------------------- | ------------- |
| 2015  | أختنا الصغيرة       | سوزو أسانو    |
| 2017  | جريمة القتل الثالثة | ساكي ياماناكا |
| 2022  | القمر المتجول       | زوجة سارسا    |

### مسلسلات
| السنة | العنوان | الدور           |
| ----- | ------- | --------------- |
| 2025  | أشورا   | ساكيكو تاكيزاوا |

### أداء صوتي
| السنة | العنوان      | الدور |
| ----- | ------------ | ----- |
| 2015  | الصبي والوحش |       |

## روابط خارجية
- سوزو هيروسه على موقع IMDb (الإنجليزية)
- سوزو هيروسه على موقع روتن توميتوز (الإنجليزية)
- سوزو هيروسه على موقع ألو سيني (الفرنسية)
- سوزو هيروسه على موقع ميوزك برينز (الإنجليزية)
- سوزو هيروسه على موقع قاعدة بيانات الفيلم (الإنجليزية)